# Chiloglanis polypogon
Chiloglanis polypogon — вид риб з роду Chiloglanis родини Пір'явусі соми ряду сомоподібні.

## Опис
Загальна довжина сягає 5,5 см. Голова широка, сильно сплощена зверху. Очі невеликі. Є 3 пари вусів. Губи невеличкі, яйцеподібні з товстими сосочками і дуже довгими вусиками. Присутньо 3-5 сосочків по обидві боки від нижньої губи і часто ще один на внутрішнього боку нижньої щелепи. Передщелепні зуби розташовано у 3-4 неправильних рядки. Зуби на нижній щелепі великого розміру. Тулуб подовжений, кремезний. Скелет складається з 30-32 хребців. Спинний плавець складається з 1 жорсткого та 5-6 м'яких променів. Жировий плавець довгий. Грудні плавці звужені. Черевні плавці короткі. Анальний плавець витягнутий донизу. Хвостове стебло не сильно подовжене. Хвостовий плавець дещо виїмчастий, нижня лопать довша верхньої.
Забарвлення бежево-сіре з широкими коричневими поперечними смугами. Голова має жовтий колір.

## Спосіб життя
Є бентопелагічною рибою. Воліє до проточної та чистої води, насиченої киснем. Зустрічається в невеличких річках зі швидкою течією та піщано-гравійним ґрунтом. Вдень ховається серед корчів та під камінням. Активна у присмерку. Живиться дрібними водними комахами та їх личинками.

## Розповсюдження
Є ендеміком Камеруну — річки Крос.